# Barnásfehér pirók
A barnásfehér pirók (Carpodacus thura) a madarak osztályának verébalakúak (Passeriformes) rendjébe és a pintyfélék (Fringillidae) családjába tartozó faj.

## Rendszerezése
A fajt Charles Lucien Jules Laurent Bonaparte és Hermann Schlegel írták le 1850-ben.

## Alfajai
- Carpodacus thura blythi (Biddulph, 1882) – Afganisztán északkeleti része és a Himalája nyugati vonulatai
- Carpodacus thura thura (Bonaparte & Schlegel, 1850) – a Himalája középső és keleti vonulatai és Tibet délkeleti része
- Carpodacus thura deserticolor (Stegmann, 1931)
- Carpodacus thura dubius Prjevalsky, 1876
- Carpodacus thura femininus Rippon, 1906

## Előfordulása
Afganisztán, Bhután, Kína, India, Mianmar, Nepál és Pakisztán területén honos. Előfordul 2400 és 4700 méter közötti magasságban az erdők szélén és a havasi réteken, a törpe rhododendron, bambusz, boróka társulatban. Magassági vonuló, telelni 2400 méter magasságig vonul vissza.

## Megjelenése
Testhossza 18 centiméter, testtömege 24-36 gramm.
|  |  |

## Életmódja
Szederrel, málnával, a földre hullott magvakkal, borókabogyóval és magjával táplálkozik.

## Szaporodása
Költési időszaka júniusban van. Fészkét lopva és elterelő módon közelíti meg.

## Természetvédelmi helyzete
Az elterjedési területe rendkívül nagy, egyedszáma pedig stabil. A Természetvédelmi Világszövetség Vörös listáján nem fenyegetett fajként szerepel.